# Stoelendansmethode
De stoelendansmethode is een manier van reorganiseren die eind jaren '90 voor het eerst werd toegepast door Mirjam de Blécourt bij de fusie van Compaq en Digital. In de juridische literatuur heet het daarom ook wel de "Methode De Blécourt".
De methode wordt toegepast bij reorganisaties om kwaliteit binnen een toch al moeilijk functionerende sanerende onderneming te behouden. Het personeel wordt eerst ontslagen. Vervolgens worden nieuwe functies gecreëerd (ander aantal; andere functie-eisen en salarisschalen) waarop de werknemers kunnen solliciteren. De werkgever kan zo zelf bepalen wie mag blijven en wie afvloeit. Over de methode is discussie en de nodige rechtspraak geweest of deze niet in strijd was met het afspiegelingsbeginsel. 
Bij toepassing van de stoelendansmethode in Nederland oordeelt de (kanton)rechter of het Gerechtshof streng of aan een aantal voorwaarden is voldaan: 
- zijn de oude functies en de nieuwe functies echt niet onderling uitwisselbaar
- is er in het geheel geen passende functie voor een zittende werknemer beschikbaar
- zijn er sterke en controleerbare objectieve criteria gehanteerd bij de toepassing van die stoelendansmethode
- wordt nergens de schijn gewekt van een selectie op basis van kwalitatieve eigenschappen van een werknemer of het hernoemen van functies zonder deze inhoudelijk te wijzigen

Is daar niet aan voldaan dan zal een ontslagvergunning door het UWV worden geweigerd of een ontbinding door de kantonrechter uitblijven. 